# SAP FC
SAP FC ist ein im Jahr 1979 gegründeter Fußballverein aus Antigua und Barbuda. Der Verein spielte in der Saison 2017/18 in der Premier League, der höchsten Spielklasse des Fußballverbands von Antigua und Barbuda und belegte den siebten Platz. 2006, 2009 und 2014 konnte man jeweils die nationale Meisterschaft gewinnen.